# مصفوفة تشابه البروتينات
مصفوفة تشابه البروتينات (سيماب)، تُعرّف بأنّها قاعدة بيانات لتشابهات البروتينات التي صُنعت باستخدام الحوسبة الموّزعة، وتُعتبر مُتاحة مجانًا للأغراض العلمية. تستخدم سيماب خوارزمية فاستا (المعروفة بأنها برنامج لتحليل الحمض النووي وبيانات سلسلة البروتين) للحساب المسبق لتشابه البروتين بينما يستخدم تطبيقُ آخر نماذجَ ماركوف المخفيّة للبحث عن نطاقات البروتين. تُعتبر (سيماب) مشروعا مشتركاً يضمّ جامعة ميونخ التقنية والمركز البحثيّ الألمانيّ للصحة البيئية وجامعة فيينا.

## المشروع
كان المشروع بالعادة يحصل على وحدات عمل جديدة في بداية كل شهر، ولكن في عام (2010)، تطلّب إدراج التسلسلات البيئيّة ضمن قاعدة البيانات فترات أطول من العمل، كالعمل المتواصل لعدة أشهر مثلًا، وجرت العادة على أن تطرأ هذه التحديثات مرتين كل سنة.
انتقل المشروع إلى جامعة فيينا في الربع الرابع من عام 2010 بسبب فشل البنية التحتيّة الكهربائية لدى جامعة ميونيخ التقنيّة. تضمّن جزء من هذه العمليّة صنع عنوان إنترنت خاص بالمشروع الذي تطلّب متطوّعين موجودين ومستخدمين لكي ينفصلوا ومن ثم يعيدون الارتباط بالمشروع.
أعلن مشرفو المشروع في 30 من مايو عام 2014 أنّه وبعد تاريخ امتّد لعشر سنوات، ستترك سيماب منصّة بنية باركلي التحتية المفتوحة للحوسبة الشبكية (بوينك) بحلول نهاية عام 2014، وعلى الرغم من ذلك، إلّا أنّ بحث سيماب سيستمر باستخدام الأجهزة المحليّة التي تتكّون من وحدات معالجة مركزية عاديّة ومتعددة النواة (بعض المئات منها) وحساب إصدار محسّن باستخدام مقياس مجموع مربعات البواقي (هو مقياس للتناقض بين البيانات ونموذج التقدير في علم الإحصاء) من خوارزمية ووترمان سميث.

## منصّة الحوسبة
استخدمت سيماب منصّة الحوسبة الموزّعة التي تُعرف ببنية باركلي التحتيّة المفتوحة للحوسبة الشبكية (بوينك)، وفيما يلي ملاحظات عن أداء التطبيق: تنوّعت أوقات وحدات عمل وحدة المعالجة المركزيّة بشكل كبير وتراوحت بين 15 دقيقة و3 ساعات. كما تنوّع حجم وحدات العمل وتراوح بين 1.5 إلى 2.2 ميجا بايت على حدة وبذلك وصل لمعدّل 2 ميجابايت تقريباً. وفّرت سيماب برنامجاً للعملاء والمحسّن بالمعالجات المُمَكّنة باستخدام مقياس مجموع مربعات البواقي ومعالجات ذات أنوية 64-86 اكس، ولكن بالنسبة للمعالجات الأقدم، فقد وُفَر لها تطبيقات بدون مقياس مجموع مربعات البواقي، كما أنها تتطلّب اتخاذ خطوات تحميل يدوية. تشمل أنظمة التشغيل المدعومة بسمياب لينكس وويندوز وماك أو إس والأندرويد و منصات يونيكس أخرى. بما أنّ قاعدة المعلومات كُمِّلت أحياناً بتسلسلات بروتين وجينومات بيئية معروفة لدى العامّة وحسبها المشروع مسبقاً، فإنّ العمل المتوّفر يتكوّن من تسلسلات بروتين وجينومات بيئية منشورة مؤخراً والتي احتاجت أن تُحوسب مسبقاً لسيماب.

## الوصلات الخارجية
- SIMAP Website